# Porto Morto
Porto Morto sedmeročlani je glazbeni sastav iz Zagreba hrvatske alternativne scene. Njihov zvuk karakterizira spoj art rocka, progresivnog popa i indie elektronike, uz detaljno razrađen vizualni izričaj.
Bend je 2016. godine debitirao prvim istoimenim albumom. Nakon uspješnog prvijenca, 2019. godine slijedeći je bio album „Portofon”. Posebno je zapažena bila suradnja s Darkom Rundekom na singlu „Hodaj”, koja je bendu priskrbila tri nominacije za nagradu Porin.
Njihov treći album „Portopop” donio im nagradu Porin za najbolji alternativni album. Ovim izdanjem predstavili su svoju viziju popa kroz singlove poput: „Čekam ih”, „Vrijeme za čilanje” i „Fatamorgana”.
Porto Morto je također aktivan u različitim umjetničkim projektima, uključujući glazbenu pratnju za kazališne predstave poput „Nepoznata iz Seine”.

## Članovi
Porto Morto čine:
- Roko Crnić – vokal, bas gitara
- Hrvoje Klemenčić – klavijature, vokal
- Matija Brajković – gitara
- Matej Perić – bubnjevi
- Marijan Uroić – udaraljke
- Antun Aleksa – trombon, vokal
- Marin Živković – saksofon

## Diskografija

### Albumi
- „Porto Morto” – 2016.
- „Portofon” – 2019.
- „Portopop” – 2021.
- „Minimum” – 2025.